# Радеша
Ра̀деша (на албански: Radeshë или Radesha; на сръбски: Радеша или Radeša) е село, разположено в областта Гора, в община Драгаш (Шар), Косово.

## География
Селото е разположено по северозападните склонове на Шар планина.

## История
Васил Кънчов отбелязва през 1900 година Радеша сред селата в Гора, населени от българи мохамедани, наричани торбеши. Броят на къщите е 100.
След Междусъюзническата война селото попада в Сърбия. Според Стефан Младенов в 1916 година Ра̀деша е българско село с 90 къщи.
На етническата си карта на Северозападна Македония в 1929 година Афанасий Селишчев отбелязва Радеша като българско село.
Динамиката на числеността на населението според преброяванията от 1948 до 2011 година е следната:
| Численост на населението | Численост на населението | Численост на населението | Численост на населението | Численост на населението | Численост на населението | Численост на населението |
| 1948                     | 1953                     | 1961                     | 1971                     | 1981                     | 1991                     | 2011                     |
| ------------------------ | ------------------------ | ------------------------ | ------------------------ | ------------------------ | ------------------------ | ------------------------ |
| 753                      | 794                      | 837                      | 884                      | 1279                     | 1226                     | 1224                     |